# Бычков, Владимир Алексеевич
Бычков Владимир Алексеевич (род. 13 мая 1967) — почётный гражданин Красногвардейского района, Почётный гражданин Утянского сельского поселения, Заслуженный работник физической культуры Российской Федерации, Заслуженный мастер спорта России, мастер спорта международного класса, шестикратный призёр мира, трёхкратный чемпион и семикратный призёр Европы, трёх кратный чемпион России.

## Биография
Владимир Алексеевич родился в 13 мая 1967 года в селе Плюхино Красногвардейского района. Окончил Утянскую восьмилетнюю школу.
С сентября 1982 года по июнь 1986 года учился в Новооскольском совхозе-техникуме.
С июля 1986 года по май 1989 года — служение в рядах Советской Армии.
Трудовую деятельность Владимир Алексеевич начал 1989 году. С июня 1989 года по август 1989 года — инструктор по физическому воспитанию Утянской общеобразовательной школы;
С августа 1989 года по август 1996 года — учитель физического воспитания и инструктор по физической культуре Утянской средней общеобразовательной школы;
С августа 1996 года по февраль 2007 года — педагог дополнительного образования детско-юношеского клуба физической подготовки Красногвардейского района Белгородской области;
С февраля 2007 года по настоящее время тренер-преподаватель МБУ ДО «Детско-юношеский центр физической подготовки» Красногвардейского района Белгородской области с совмещением должности учителя физической культуры МБОУ «Утянская СОШ».